# غورتشينو
غورتشينو (بالإيطالية: Guercino)‏ وإسمه الكامل جيوفاني فرانشيسكو باربيري (بالإيطالية: Giovanni Francesco Barbieri)‏ هو رسام باروكي إيطالي ولد في يوم 8 فبراير 1591 في قرية تشنتو وقضى حياته ما بين روما و بولونيا إختص بلوحات المناظر الطبيعية إضافة إلى لوحات الكتاب المقدس والبورتريهات وتوفي في 22 ديسمبر 1666 في بولونيا.

## روابط خارجية
- غورتشينو على موقع الموسوعة البريطانية (الإنجليزية)
- غورتشينو على موقع ديسكوغز (الإنجليزية)